# Aler (bàsquet)
|  | Aquest article tracta sobre la posició d'un jugador de bàsquet. Vegeu-ne altres significats a «Aler (Baixa Ribagorça)». |

L'aler (o, col·loquialment, el "tres", small forward en anglès) és una de les cinc posicions que pot ocupar un jugador de bàsquet. L'aler és habitualment una mica més baix, més ràpid i menys potent que l'aler-pivot o el pivot, tot i que hi ha excepcions. Els jugadors que ocupen aquesta posició tenen sovint una funció més versàtil que les altres. Són uns dels principals responsables de fer punts i també sovint són rebotadors secundaris o terciaris acompanyant els alers-pivot o els pivots, i en alguns casos també tenen un paper important en les passades.
Tot i que els alers són dels anotadors més prolífics, el seu paper com a defensors és essencial, ja que la seva corpulència i agilitat són avantatges defensius.

## Millors jugadors de la història a la posició d'aler
- Elgin Baylor (Los Angeles Lakers)
- Larry Bird (Boston Celtics)
- Billy Cunningham (Philadelphia 76ers)
- Dave DeBusschere (New York Knicks)
- Clyde Drexler (Portland Trail Blazers)
- Julius Erving (Philadelphia 76ers)
- Scottie Pippen (Chicago Bulls)
- James Worthy (Los Angeles Lakers)
- LeBron James (Cleveland Cavaliers)
- Kawhi Leonard (Toronto Raptors)